# 바즈라보디

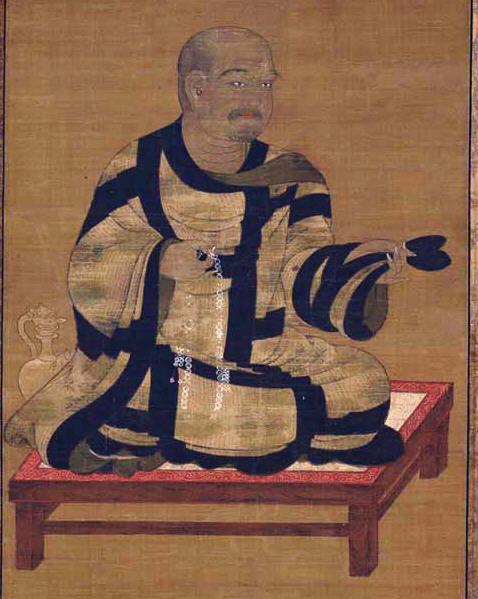

바즈라보디(산스크리트어: वज्रबोधि) 또는 금강지(金剛智, 671년 ~ 741년)는 당나라 시대의 불교승이자 밀교 경전의 역경자이다. 시호(諡號)는 대홍교삼장(大弘敎三藏)이다.
중부 인도의 마라야 국(摩羅耶國)에서 태어나 10세 때에 나란다 사(寺)에 출가하였다. 성명(聲明) · 인명(因明)을 배우고 다시 대소승(大小乘)의 율(律) · 중관(中觀) · 유가유식(瑜伽唯識) 등을 공부하였다. 31세때 남인도에 가서 용지(龍智)에게서 밀교를 배워 《금강정경》(金剛頂經) 등의 밀교 경전에 정통하게 되었다. 38세때 중부인도에 돌아와 불적(佛蹟)을 참배하고 다시 남인도 및 실론을 순례하였다.
716년경 중국에 포교를 뜻하여 남해를 건너 719년(개원 7년) 광주에 도착, 이듬해 뤄양과 장안에 들어갔다. 당 현종(玄宗)의 칙령에 따라 대자은사(大慈恩寺)에 거주하였고 뒤에는 대천복사(大薦福寺)로 옮겨 밀교 경전의 번역과 선교에 힘썼다. 《금강정유가중략출념송경》(金剛頂瑜伽中略出念誦經) 4권 등 8부 11권을 번역하였다. 밀교의 수도법도 전하였으며 제자에 불공(不空) · 혜초(慧超) · 원조(圓照) 등이 있다.

## 참고 문헌
- 이 문서에는 다음커뮤니케이션(현 카카오)에서 GFDL 또는 CC-SA 라이선스로 배포한 글로벌 세계대백과사전의 내용을 기초로 작성된 글이 포함되어 있습니다.